# Verónica Dahl
Verónica Dahl (Buenos Aires, 1951) es una informática teórica argentina-canadiense, reconocida entre los 15 fundadores del campo de la programación lógica.
En 1975, obtuvo su licenciatura en Ciencia de la computación, por la Universidad de Buenos Aires. Entre 1978 y 1982 fue profesora adjunta en la misma universidad.

## Publicaciones seleccionadas

### Artículos
- j.e. Miralles, v. Dahl, l. Becerra. 2012. On Language Acquisition Through Womb Grammars. En: 7th International Workshop on Constraint Solving and Language Processing (CSLP'12)

- v. Dahl, s. Saghaei, o. Schulte. 2011. Parsing Medical Text into De-identified Databases. In Proc. BILC’11

- e. Skvortsov, n. Kaviani, v. Dahl. 2011. Chemical Signaling as a Useful Metafor for Resource Management. En: Computing languages with Bio-inspired Devices , Proc. IWANN 2011 (International Work Conference on Artificial Neural Networks)

- v. Dahl, e. Maharshak. 2011. Synalysis - a dual processing scheme for both human and biological languages. En: Bio-Inspired Models for Natural and Formal Languages, Cambridge Scholars Publish.

- ---------, b.h. Gu, e. Maharshak. 2011. Modeling Concepts and Relations through Property Grammars. Ibíd.

- ---------. 2010. Decoding Nucleic Acid Strings through Human Language. En Bel-Enguix & Jiménez-López (eds.) Language as a Complex System: Interdisciplinary Approaches, Cambridge, Cambridge Scholars Publish. ISBN 978-1-4438-1762-2 pp. 199-214

- ---------. 2010. Informing Datalog through Language Intelligence-a personal perspective. En: g. Gottlob, (ed.) Proc. Datalog-2 Conference, 2010

- ---------. 2010. An introduction to Natural Language Processing-the Main Problems. Triangle 1, sept. 2010: 65-78, ISSN 2013-939X

- ---------, a.j. Garcia. 2010. Programación Lógica. Triangle 2, dic. 2010: 1-39

- ---------, m.d Jiménez-López, o. Perriquet. 2010. Poetic RNA: Adapting RNA Design Methods to the Analysis of Poetry. En: Advances in Intelligent and Soft Computing series, Springer Verlag

- m. Zahariev, v. Dahl, w. Chen, a. Levesque. 2009. Efficient Algorithms for the Discovery of DNA Oligonucleotide Barcodes from Sequence Databases. Molecular Ecology Res. 9: 58-64

- h. Christiansen, v. Dahl. 2009. Abductive Logic Grammars. En: Ono, Kanazawa & Queiroz (eds.) Lecture Notes in Computer Science vol. 5514, (Logic, Language, Information and Computation, pp. 170-181 ISBN 978-3-642-02260-9

- v. Dahl, e. Maharshak. 2009. DNA Replication as a Model for Computational Linguistics. Lecture Notes in Computer Sci. Springer-Verlag

- ---------, b. Gu, e. Maharshak. 2009. A Hyprolog methodology for Property Grammars. En: j. Cabestany et al. (eds.) IWANN 2009, Part I, LNCS 5517, pp. 480–487, 2009 (esta es una forma más accesible, versión monografía del taller [56])

- m. Bavarian, v. Dahl. 2006. Constraint-Based Methods for Biological Sequence Analysis. En: J. of Universal Computing Sci. 12 ( 11)

- v. Dahl. 2005. The Prez is Off the Hook! Long Live the Prez!. Logic Programming Newsletter 18 ( 1)

- ---------. 2005. A day in the life of a proof. Logic Programming Newsletter 18 ( 1)

- h. Christiansen, v. Dahl. 2003. Logic Grammars for Diagnosis and Repair. En: International J. on Tools in AI 12 ( 3): 227-248 (contribución por invitación: extensión de una previa versión que fue selecta como uno de los mejores artículos en la ICTAI'02)

- v. Dahl. 2002. On Implicit Meanings. En: Computational Logic: From Logic Programming into the Future. f. Sadri, t. Kakas (eds). (contribución por invitación), volumen en honor de Bob Kowalski, Springer-Verlag.

- ---------. 2002. How to speak to your computer so that it will listen. In: c.r. Ramakrishnan & s. Krishnamurthi (eds.) Lecture Notes in Computing Science 2257, Springer-Verlag.

- s. Tse, v. Dahl. 2002. Learning and using mathematics the natural way. Applied Mathematics Letters

- p. Tarau, v. Dahl. 2001. High level networking with mobile code and first order-And continuations. Theory and Practice of Logic Programming 1 (1): 359:380, marzo de 2001, CUP

- k. Voll, t. Yeh, v. Dahl. 2001. An Assumptive Logic Programming Methodology for Parsing. J. of Artificial Intelligence Tools 10 (4): 573:588 (contribución por invitación: extensión de una previa versión que fue selecta como uno de los mejores artículos en la ICTAI'00)

## Honores
Miembro de
- Scientific Advisory Board, IMDEA-Software (2007 -)
- Marie Curie Cátedra de Excelencia de la Comisión Europea, URV (2008-2011)
- Comité de Selección Killam, Canada Council for the Arts (2007-2010)
- Consejera y directora de Publicaciones Ciencia para la Paz